# Palazzo della Cassa di Risparmio (Bologna)
Il Palazzo della Cassa di Risparmio di Bologna è un palazzo progettato alla fine dell'Ottocento da Giuseppe Mengoni, situato nel pieno centro di Bologna, tra la Via Farini e  Piazza Minghetti. È stato costruito come sede centrale della Cassa di Risparmio in Bologna.

## Storia
Nella zona attualmente occupata dal palazzo erano presenti costruzioni precedenti, alcune risalenti al Medioevo, abbattute prima per lasciare spazio all'edificio stesso, poi al palazzo delle poste e alla Piazza Minghetti.
In particolare, il Palazzo della Cassa di Risparmio viene costruito sulle rovine del teatro Zagnoni tra il 1868 ed il 1873 su progetto di Giuseppe Mengoni.
Nel tempo ha subito numerosi rimaneggiamenti, l'ultimo dei quali attorno al 1950 ha portato alla copertura del cortile interno, per trasformarlo in sale utilizzabili per le attività di ufficio e di rappresentanza della banca.

## Architettura

### Lo stile
Secondo lo studioso Alfonso Rubbiani, lo stile architettonico di questo palazzo rappresenta un riferimento alla tradizione del primo Rinascimento, quello che ora viene definito stile neorinascimentale e che secondo la sua visione doveva caratterizzare gli edifici moderni del tempo.

Per realizzarlo, l'architetto Mengoni aderisce ai dettami architettonici in voga alla propria epoca, ispirandosi allo stile eclettico dell'architetto John Nash e della Scuola di Chicago: 

### Descrizione
Il palazzo, costruito in modo sontuoso, è realizzato con  marmi policromi e dettagli di pregio; 
La facciata presenta un portico tuttora in uso di notevole impatto visivo, con grandi lampadari in metallo. 

#### Gli interni
All'interno dell'edificio, lo scalone d'onore è decorato con ornamenti in marmo degli artisti Marzocchi, Vespignani e Galassi, la balaustra è ad opera di Davide Venturoli e i vasi in marmo sono di Ferdinando Amadori.
Al primo piano la Sala delle Assemblee, chiamata anche Sala dei Cento, presenta decorazioni ad affreschi di Luigi Samoggia e mobili disegnati e intarsiati da Carlo Fraboni.
Tra le altre sale di pregio si segnalano l'Anticamera del Consiglio, la Sala del Consiglio, la Biblioteca, il Salotto Azzurro.
Il palazzo ospita, inoltre, opere di artisti come Il Guercino, Donato Creti e i Carracci e sculture di Arturo Colombarini, Stefano Galletti e Giuseppe Pacchioni.